# Illicit Major
Als Illicit Major oder Illicit Major Term (engl. für „unerlaubter Oberbegriff“) wird ein logischer Fehlschluss in einem kategorischen Syllogismus bezeichnet, bei dem der Oberbegriff in der Schlussfolgerung eine Distribution aufweist, die in der ersten Prämisse fehlt.

## Fälle
Es gibt grundlegend drei Fälle, in denen der Oberbegriff in der ersten Prämisse nicht distribuiert ist. Dementsprechend lassen sich auch drei Fälle von Illicit Major unterscheiden:

### Alle M sind O.
|       | (1) Alle M sind O. (O ist nicht distribuiert) |
|       | (2) Kein U ist M.                             |
| Also: | (3) Kein U ist O. (O ist distribuiert)        |

#### Beispiele
„Alle Hunde sind Tiere. Katzen sind keine Hunde. Also sind Katzen keine Tiere.“
„Alle Hotdogs sind Fast Food. Hamburger sind keine Hotdogs. Also sind Hamburger kein Fast Food.“
„Alle Filme mit Jim Carrey sind witzig. Es gibt keinen Horrorfilm mit Jim Carrey. Also gibt es keinen Horrorfilm, der witzig ist.“

#### Erläuterung
In der ersten Prämisse („Alle Hunde sind Tiere“) liegt beim Oberbegriff (Tiere) deshalb keine Distribution vor, weil er nicht durch beliebige Unterbegriffe (Beuteltiere, Vögel, Paarhufer) ersetzt werden kann, ohne die Wahrheit der Aussage zu gefährden.
In der Schlussfolgerung „Katzen sind keine Tiere“ liegt beim Oberbegriff (Tiere) deshalb Distribution vor, weil die Wahrheit der Aussage sich verändern kann, wenn er durch einen beliebigen Unterbegriff seiner selbst (z. B. Hundeartige, Rudeltiere) ersetzt wird.

### Einige O sind M
|       | (1) Einige O sind M. (O ist nicht distribuiert) |
|       | (2) Einige U sind nicht M.                      |
| Also: | (3) Einige U sind nicht O. (O ist distribuiert) |

Beispiel: „Einige Äpfel haben Maden. Einige Birnen haben keine Maden. Also sind einige Birnen keine Äpfel.“

### Einige O sind nicht M
|       | (1) Einige O sind nicht M. (O ist nicht distribuiert) |
|       | (2) Kein M ist U.                                     |
| Also: | (3) Kein U ist O. (O ist distribuiert)                |

Beispiel: „Einige Fahrzeuge sind keine Autos. Kein Auto ist ein Fahrrad. Also ist kein Fahrrad ein Fahrzeug.“

### Zum Vergleich: Syllogismen ohneIllicit Major
In allen folgenden Fällen liegt kein Illicit Major vor, all diese Syllogismen sind intakt:
|       | (1) Alle O sind M. (O ist distribuiert)         |
|       | (2) Einige U sind nicht M.                      |
| Also: | (3) Einige U sind nicht O. (O ist distribuiert) |

|       | (1) Einige O sind nicht M. (O ist nicht distribuiert) |
|       | (2) Einige M sind nicht U.                            |
| Also: | (3) Alle U sind O. (O ist nicht distribuiert)         |

|       | (1) Kein M ist O. (O ist nicht distribuiert)    |
|       | (2) Kein U ist M.                               |
| Also: | (3) Einige U sind O. (O ist nicht distribuiert) |